# Nicola Denis
Nicola Denis (* 1972 in Celle) ist eine deutsche Literaturübersetzerin und Autorin.

## Werdegang
Nicola Denis wuchs im niedersächsischen Celle auf. Nach einem Sprachaufenthalt in Paris 1991/1992 studierte sie in Köln Germanistik, Kunstgeschichte und Romanistik. In ihrer Magisterarbeit befasste sie sich 1997 mit verschiedenen Übersetzungen von Molières Le Misanthrope. Daran anknüpfend folgte 2001 die Promotion mit einer komparatistischen Arbeit zur Übersetzungsgeschichte: „Tartuffe in Deutschland“. Seit 2002 ist sie hauptberuflich als Übersetzerin tätig. Sie lebt mit ihrer Familie im Westen Frankreichs und übersetzt dort neben Klassikern wie Alexandre Dumas oder Honoré de Balzac französische Gegenwartsautoren wie Sylvain Tesson, Olivier Guez, Philippe Lançon oder Éric Vuillard für verschiedene Verlage. Für ihr langjähriges Schaffen erhielt sie 2021 den renommierten Prix lémanique de la traduction sowie den Eugen-Helmlé-Übersetzerpreis 2023.
Bei der Online-Akademie der Bücherfrauen leitet sie die Seminare „Besser übersetzen – Für Übersetzerinnen Französisch – Deutsch 1 und 2“. Im Frühjahrssemester 2021 erhielt sie einen Lehrauftrag an der Universität Basel und unterrichtete im Rahmen einer Gastdozentur des Deutschen Übersetzerfonds im Wintersemester 2021/22  an der Universität Mannheim. Im Wintersemester 2022/23 Lehrauftrag an der Georg-August-Universität Göttingen im Zertifikatsprogramm Fachliches und Literarisches Übersetzen (FLÜ). Sie ist Mitglied des Verbands deutschsprachiger Übersetzer.
Im August 2022 erschien ihr literarisches Debüt Die Tanten.

## Bibliographie

### Belletristik
- Sylvain Tesson: Weiß, Hamburg: Rowohlt 2023.
- Adèle Rosenfeld: Quallen haben keine Ohren, Berlin: Suhrkamp 2023.

- Éric Vuillard: Ein ehrenhafter Abgang, Berlin: Matthes & Seitz 2023.
- Joachim Schnerf: Das Cabaret der Erinnerungen, München: Kunstmann 2023.
- Sylvain Tesson: Notre-Dame de Paris. Oh Königin der Schmerzen, Berlin: Friedenauer Presse 2023.
- Thomas Clerc: Interieur, Berlin: Matthes & Seitz 2022.
- Honoré de Balzac: Cousine Bette. Die Rache einer Frau, Berlin: Matthes & Seitz 2022.
- Olivier Guez: Lob des Dribblings, Berlin: Aufbau 2022.
- Abigail Assor, So reich wie der König, Berlin: Suhrkamp 2022.
- Sylvain Tesson: Der Schneeleopard, Hamburg: Rowohlt 2021.
- Marie-Claire Blais: Drei Nächte, drei Tage, Berlin: Suhrkamp 2020.
- Santiago Amigorena: Kein Ort ist fern genug, Berlin: Aufbau Verlag 2020.
- Éric Vuillard: Der Krieg der Armen, Berlin: Matthes & Seitz 2020.
- Ginette Kolinka: Rückkehr nach Birkenau. Wie ich überlebt habe, Berlin: Aufbau Verlag 2020.
- Olivier Guez: Koskas und die Wirren der Liebe, Berlin: Aufbau Verlag 2020.
- Philippe Lançon: Der Fetzen, Stuttgart: Tropen (Klett-Cotta) 2019.
- Éric Vuillard: 14. Juli, Berlin: Matthes & Seitz 2019.
- Joachim Schnerf: Wir waren eine gute Erfindung, München: Kunstmann 2019.
- Vincent Munier, Sylvain Tesson: Zwischen Fels und Eis. Auf den Spuren der letzten Schneeleoparden in Tibet, München: Knesebeck 2019.
- Olivier Guez: Das Verschwinden des Josef Mengele, Berlin: Aufbau Verlag 2018.
- Honoré de Balzac: Ein Abglanz meines Begehrens. Bericht einer Reise nach Russland 1847. Hg. und mit einem Nachwort v. Brigitte van Kann. Mit Anmerkungen von Nicola Denis und Brigitte van Kann, Berlin: Friedenauer Presse 2018.
- Reli Alfandari Pardo: Leben, um zu überleben. Hg. v. Brigitte van Kann und mit einem Nachwort von Magdalena Saiger, Wuppertal: Arco Verlag 2018.
- Éric Vuillard: Die Tagesordnung, Berlin: Matthes & Seitz 2018.
- Éric Vuillard: Traurigkeit der Erde, Berlin: Matthes & Seitz 2017.
- Jean-Loup Trassard: Keimruhe. Aus dem Französischen und mit einem Nachwort, Berlin: Matthes & Seitz 2017.
- Olivia Rosenthal: Überlebensmechanismen in feindlicher Umgebung, Berlin: Matthes & Seitz 2017.
- Honoré de Balzac: Ursule Mirouët. Mit Anmerkungen versehen von Nicola Denis. Mit einem Nachwort von Bernd Kortländer, Berlin: Matthes & Seitz 2017.
- Albena Dimitrova: Wiedersehen in Paris, Berlin: Wagenbach 2016.
- Éric Vuillard: Kongo, Berlin: Matthes & Seitz 2015.
- Éric Vuillard: Ballade vom Abendland, Berlin: Matthes & Seitz 2014.
- Pierre Mac Orlan und Gus Bofa: U–713 oder die Unglücksritter. Aus dem Französischen und mit einem Nachwort, Berlin: Matthes & Seitz 2014.
- Sylvain Tesson: Kurzer Bericht von der Unermesslichkeit der Welt, NATURKUNDEN Nr. 6, Berlin: Matthes & Seitz 2013.
- Alexandre Dumas: Schiffbrüche. Wahre Geschichten. Aus dem Französischen und mit einem Nachwort. Mit einem Text von Volker H. Altwasser, Berlin: Matthes & Seitz 2012.
- Marina Zwetajewa: Mein weiblicher Bruder, in: Ausgewählte Werke „Lichtregen“ – Band 2, Essays und Erinnerungen. Hg. und mit einem Nachwort v. Ilma Rakusa, Berlin: Suhrkamp 2020, S. 709–726.

### Essay
- Pauline Harmange: Ich muss darüber sprechen. Die Geschichte meines Schwangerschaftsabbruchs, Hamburg: Rowohlt 2023.
- Vinciane Despret: Wie der Vogel wohnt, Berlin: Matthes & Seitz 2022.
- Delphine Horvilleur: Mit den Toten leben, Berlin: Hanser Berlin 2022.

- Pauline Harmange: Ich hasse Männer, Hamburg: Rowohlt 2020.
- Delphine Horvilleur: Überlegungen zur Frage des Antisemitismus, Berlin: Hanser Berlin 2020.
- Philippe Muray: Das Reich des Guten, Berlin: Matthes & Seitz 2020.
- Bérengère Viennot: Die Sprache des Donald Trump, Berlin: Aufbau Verlag 2019.
- Anne Dufourmantelle: Lob des Risikos. Ein Plädoyer für das Ungewisse, Berlin: Aufbau Verlag 2018.
- Jean-Claude Michéa: Das Reich des kleineren Übels. Über die liberale Gesellschaft, Berlin: Matthes & Seitz 2014.
- Philippe Muray: Céline. Aus dem Französischen und mit einem Nachwort, Berlin: Matthes & Seitz 2012.
- Michel Terestchenko: Der dünne Putz Menschlichkeit, Berlin: Matthes & Seitz 2012.

## Veröffentlichungen als Autorin
- Die Tanten, Stuttgart: Klett-Cotta 2022, ISBN 978-3-608-96595-7.
- J’ai appris la ferme. Interview mit Jean-Loup Trassard, in: Revue 303, Nr. 162, 2020, S. 24–29.
- La méthode Vuillard. Oder der Versuch einer mündigen Geschichtsschreibung, in: MERKUR, Heft 845, Oktober 2019, 73. Jahrgang, S. 83–89.
- Éric Vuillards episches Theater. Gedanken zur Übersetzung von „Die Tagesordnung“, zur Publikation vorgesehen in: Romanische Studien (2018), Vorabdruck.
- Übersetzen im Ausland. Persönliche Betrachtungen samt einer Porträtskizze von Anne Weber, in: Sprache im technischen Zeitalter. Sonderheft März 2014 – Souveräne Brückenbauer. 60 Jahre Verband der Literaturübersetzer (VdÜ), S. 276–280.
- Malerisch und makaber: Der Erste Weltkrieg vor dem Objektiv französischer Stereofotografen, in: Front 14/18. Der Erste Weltkrieg in 3D. Hg. v. Volker Jakob und Stephan Sagurna, Steinfort: Tecklenborg Verlag 2014, S. 30–41.
- L’ermite marcheur. Interview mit Sylvain Tesson, in: Habiter la terre en poète, Paris: Les Cabanons – Les Éditions du Palais 2013, S. 83–90.
- Sur la trace des bâtisseurs, espace et architecture à Fontaine-Daniel, in: Tissu topique. Toiles de Mayenne à Fontaine-Daniel depuis 1806, Paris: Gallimard 2006, S. 187–219.
- Nur „ein mittelmäßiges Lehrgedicht“ oder doch „ein großes Muster“? Molières Tartuffe im Spannungsfeld der Kritik zwischen romantischem Idealismus und jungdeutschem Engagement, in: Internationales Archiv für Sozialgeschichte der deutschen Literatur. Band 28. Heft 2, Tübingen: Niemeyer 2003, S. 1–38.
- Tartuffe in Deutschland. Molières Komödie in Übersetzungen, in der Wissenschaft und auf der Bühne vom 17. bis zum 20. Jahrhundert (Literatur – Kultur – Medien 2), Münster: LIT 2002.

## Auszeichnungen
Für ihre Übersetzungen erhielt Nicola Denis zahlreiche Stipendien des Deutschen Übersetzerfonds.
Für die Übersetzung von „Die Tagesordnung“ war sie für den 10. Internationalen Literaturpreis des Hauses der Kulturen der Welt nominiert. 2021 erhielt sie zusammen mit Nicole Taubes den „Prix lémanique de la traduction“, der mit 20'000 Schweizer Franken nebst einem zweiwöchigen Arbeitsaufenthalt im Übersetzerhaus Looren dotiert ist. 2023 wurde ihr der mit 10.000 Euro dotierte Eugen-Helmlé-Übersetzerpreis zuerkannt.